# 玉井哲雄
玉井 哲雄（たまい てつお、1948年 - ）は、日本のソフトウェア工学者。工学博士。法政大学理工学部創生科学科教授、東京大学大学院総合文化研究科（広域科学専攻）教授を経て、同大名誉教授。専門はソフトウェア工学、モデル化技法および形式手法など。

## 来歴
1948年1月に生まれ、1970年東京大学工学部計数工学科卒、1972年東京大学大学院工学系研究科計数工学専攻修士課程修了。同年、株式会社三菱総合研究所入社。人工知能開発室室長などを経て、1989年筑波大学大学院経営・政策科学研究科（経営システム科学専攻） 助教授。1993年東京大学工学博士。論文は、「計算の流れの構造に関する研究 -グラフ上の不動点問題の統一的定式化と解法」。 1994年東京大学教養学部 教授、大学院情報学環・学際情報学府（兼担）。2012年3月東京大学定年退職、2012年4月法政大学理工学部創生科学科教授。
情報処理学会ソフトウェア工学研究会主査，日本ソフトウェア科学会編集委員長，ソフトウェア技術者協会代表幹事などを歴任。APSEC99, ISPSE00, IWPSE01, WNASC04, WNASC05など数多くの国際会議において実行委員長やプログラム委員長を務めた。日本ソフトウェア科学会フェロー(2008年)。

## 著書や編書、翻訳書
- 『ソフトウェア工学の基礎 (改訂新版)』岩波書店、342頁、2022年、ISBN 978-4000056212
- 『ソフトウェア社会のゆくえ』岩波書店、180頁、2012年、ISBN 978-4000056199
- 『ソフトウェア工学の基礎』岩波書店、270頁、2004年、ISBN 978-4000056083　＊（財）大川情報通信基金　大川出版賞第13回（2004年度）受賞図書
- 『ソフトウェアのテスト技法 (計算機科学・ソフトウェア技術講座13)』（共著：松田茂広・三嶋良武）、共立出版 、182頁、1988年、ISBN 978-4320023888
- 『ソフトウェア博物誌―世界と機械の記述 (アジソン ウェスレイ・トッパン情報科学シリーズ)』（Michael Jackson(原著), 玉井哲雄・酒匂寛(翻訳)）、トッパン、267頁、1997年、ISBN 978-4810180985
- 『ソフトウェア要求と仕様―実践、原理、偏見の辞典 (新紀元社情報工学シリーズ)』Michael Jackson(原著), 玉井哲雄・酒匂寛(翻訳)）、新紀元社、267頁、2004年、ISBN 978-4775302873 （『ソフトウェア博物誌』の改題、再刊）
- 『人と機械の知能―脳・コンピュータ・視覚をめぐって (アジソン ウェスレイ・トッパン情報科学シリーズ) 』（マーチン・A. フィッシュラー (著), オスカー ファーシャイン (著), 玉井 哲雄 (翻訳) ）トッパン、384頁、1989年、ISBN 978-4810180053
- CAFE: An Industrial-Strength Algebraic Formal Method, (Eds. K. Futatsugi, A.T. Nakagawa, T. Tamai),ELSEVIER,2000年,ISBN 978-0-444-50556-9